# Saison 2012 du Júbilo Iwata
Maillots
Dernière mise à jour : 2 octobre 2012.
Chronologie
Saison précédente Saison suivante
La saison 2012 du Júbilo Iwata est la 19e saisons consécutives du club en première division du championnat du Japon, et la 30e au sein de l'élite du football japonais.